# Evolvierbarkeit
Evolvierbarkeit (englisch evolvability) ist ein Begriff der Evolutionsbiologie. Er bezeichnet die Fähigkeit von Lebewesen, durch Veränderung ihrer Gene eine Veränderung ihrer Merkmale herbeizuführen.
Der Begriff Evolvierbarkeit wird sowohl in einem technischen als auch in einem funktionellen Sinn verwendet. Im technischen Sinn weist ein biologisches System Evolvierbarkeit auf, wenn seine Eigenschaften erbliche genetische Variation aufweisen, so dass Selektion eine Veränderung dieser Eigenschaften bewirken kann. Im funktionellen Sinn ist ein biologisches System evolvierbar, wenn es neuartige Eigenschaften durch genetische Veränderung erwerben kann, die es ihm potentiell ermöglichen, seine Überlebens- und Reproduktionsfähigkeit zu erhöhen.
Evolvierbarkeit ist eine qualitative Systemeigenschaft. Hiervon zu unterscheiden ist der statistische Begriff der Variabilität des Genotyps und Phänotyps, der die Varianz der Wahrscheinlichkeitsverteilung einer Zufallsgröße (z. B. der DNA) beschreibt.
Die Evolvierbarkeit eines Systems lässt sich unabhängig von den Rahmenbedingungen oder der Umwelt des Systems untersuchen. Hierin besteht der Unterschied zur Adaptabilität oder Anpassungsfähigkeit eines Systems, die immer nur in Bezug auf eine beschreibbare veränderte Umweltbedingung untersucht werden kann.